# Resolució 28 del Consell de Seguretat de les Nacions Unides
La Resolució 28 del Consell de Seguretat de les Nacions Unides, aprovada el 6 d'agost de 1947, va determinar la creació d'un subcomitè compost per tots els representants que van proposar solucions per a l'assumpte grec, amb la finalitat d'intentar combinar totes elles en un nou projecte de resolució.
La resolució va ser aprovada per 10 vots a favor, amb abstenció per part de la Unió Soviètica.